# Santra
Santra (in latino Santra; I secolo a.C. – I secolo a.C.) è stato un grammatico e tragediografo romano.

## Biografia
A giudicare dal nome, Santra non era di origine italica, ma forse africana.
Viene citato, tra gli altri, da Sesto Pompeo Festo, Nonio Marcello e San Gerolamo; proprio quest'ultimo ci aiuta a situarlo cronologicamente, visto che lo cita tra Varrone (nato nel 116 a.C.) e Cornelio Nepote (nato verso il 99 a.C.). Si sarebbe occupato principalmente di grammatica e letteratura, quindi situandosi come gramaticus, visto che è citato anche per questioni di storia letteraria e come autore salebrosus ("pesante") viene citato da Marziale.

## Opere
Conosciamo l'esistenza di almeno tre opere di Santra, tutte perdute. La prima, il trattato De antiquitate verborum, opera citata da Festo, Nonio e dagli scoli veronesi dell'Eneide, era suddivisa in tre libri e ne restano due frammenti lunghi e sei brevi (questi ultimi usati come esempi per le parole). 
Un titolo incerto è Nuntii Bacchi (o forse Nuptiae bacchi), una tragedia di cui rimane un frammento di quattro versi in Nonio.
Ancora, De viris illustribus, un'opera biografica citata da San Gerolamo che considerava Santra un precursore di Svetonio, il quale, in effetti, lo cita come autorità su Terenzio e Lucilio.